# Udåndingsmåler for coronavirus
En udåndingsmåler for coronavirus (en: Coronavirus breathalyzer) er et diagnostisk medicinsk udstyr, der gør det muligt for brugeren med større eller mindre nøjagtighed at bestemme tilstedeværelsen af coronavirus i udåndingsluften.
Fra første halvdel af 2020 blev idéen om en praktisk test af coronavirus – COVID-19 – på grundlag af udåndingsluften udviklet samtidigt af ikke-relaterede forskningsgrupper i USA, Holland, Finland, Israel, England, Australien og Tyskland.
Hurtige testmetoder er velegnede og ressourcebesparende til at screene store befolkningsgrupper for at indkredse hvem der behøver grundigere undersøgelser: "... it could be useful for screening large populations ..."

## USA
Juni 2020 modtog amerikanske forskere ved UCLA og Ohio State University tilskud til test af udåndingsmålere for coronavirus, hvoraf den ene kunne give resultater på 15 sekunder. Testningssystemet skulle være i stand til at fange visse forbindelser i et enkelt åndedrag for at spore coronavirus. "Målet med denne forskning er at udvikle billige, i stor skala implementerbare, hurtige diagnose- og overvågningssystemer ('sentinel systems') til påvisning af luftvejssygdomme og luftbårne trusler fra virus," siger professor Pirouz Kavehpour fra 'UCLA Henry Samueli School of Engineering and Applied Science', hvis forskningsteam modtog et et-årigt forskningsstipendium på $150.000 fra National Science Foundation.
Canary Health Technologies, et amerikansk registreret firma, udvikler et analyseapparat til test af udåndingsluft med engangssensorer ved hjælp af AI-drevet analyse, som er cloud-baseret (i 'skyen'). Canary arbejder med forskere i Hong Kong og andre steder for at teste point-of-care-udstyret. Det første kliniske forsøg skal begynde i august i Sydafrika med forskere ved University of the Witwatersrand i Johannesburg. Målet er at udvikle et meget nøjagtigt og overkommeligt screeningsværktøj, der kan bruges overalt og levere et resultat i realtid. Brug af flygtige organiske forbindelser i den menneskelige udåndingsluft til påvisning kan vise sig at opdage sygdomme før symptomerne viser sig – tidligere end nogen af de nuværende metoder. Den skybaserede teknologi er også designet til at blive brugt som overvågningsværktøj for sygdom.